# ایگنرویل
ایگنرویل (به فرانسوی: Aignerville) یک کمون در فرانسه است که در Canton of Trévières واقع شده‌است.

## خصوصیات
ایگنرویل ۴٫۳۵ کیلومترمربع مساحت و ۲۰۰ نفر جمعیت دارد و ۲۰ متر بالاتر از سطح دریا واقع شده‌است.